# Max Kaus
Max Kaus, né le 11 mars 1891 à Berlin et mort le 5 août 1977 dans la même ville, est un peintre expressionniste allemand.

## Biographie

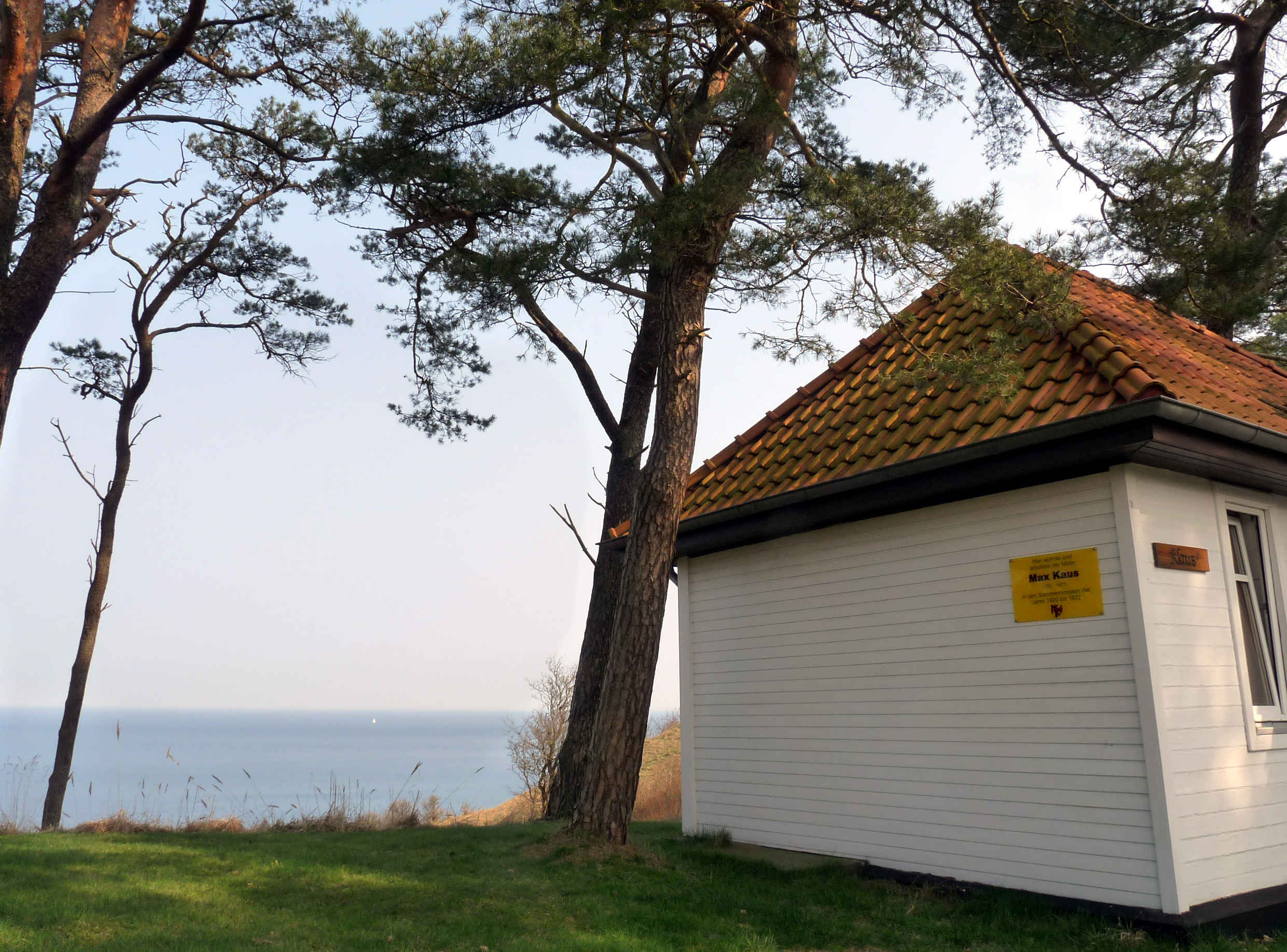
La maison de Hiddensee

Berlinois, il passa les mois d'été sur l'île de Hiddensee sur la mer Baltique, dans une petite maison face à la mer, de 1920 à 1922.